# Chalciporus
Chalciporus es un género de hongos de la familia Boletaceae. Todos sus representantes son setas y comprenden alrededor de 25 especies. Se distribuyen en todos los continentes excepto en la Antártida y Oceanía. Algunos pocos son setas comestibles.

## Especies
Incluye las siguientes especies:
- Chalciporus africanus
- Chalciporus amarellus
- Chalciporus aurantiacus
- Chalciporus cervinococcineus
- Chalciporus chontae
- Chalciporus griseus
- Chalciporus luteopurpureus
- Chalciporus phaseolisporus
- Chalciporus phlebopoides
- Chalciporus pierrhuguesii
- Chalciporus piperatoides
- Chalciporus piperatus
- Chalciporus piperolamellatus
- Chalciporus pseudorubinellus
- Chalciporus radiatus
- Chalciporus rubinellus
- Chalciporus rubinus
- Chalciporus subflammeus
- Chalciporus virescens

## Galería

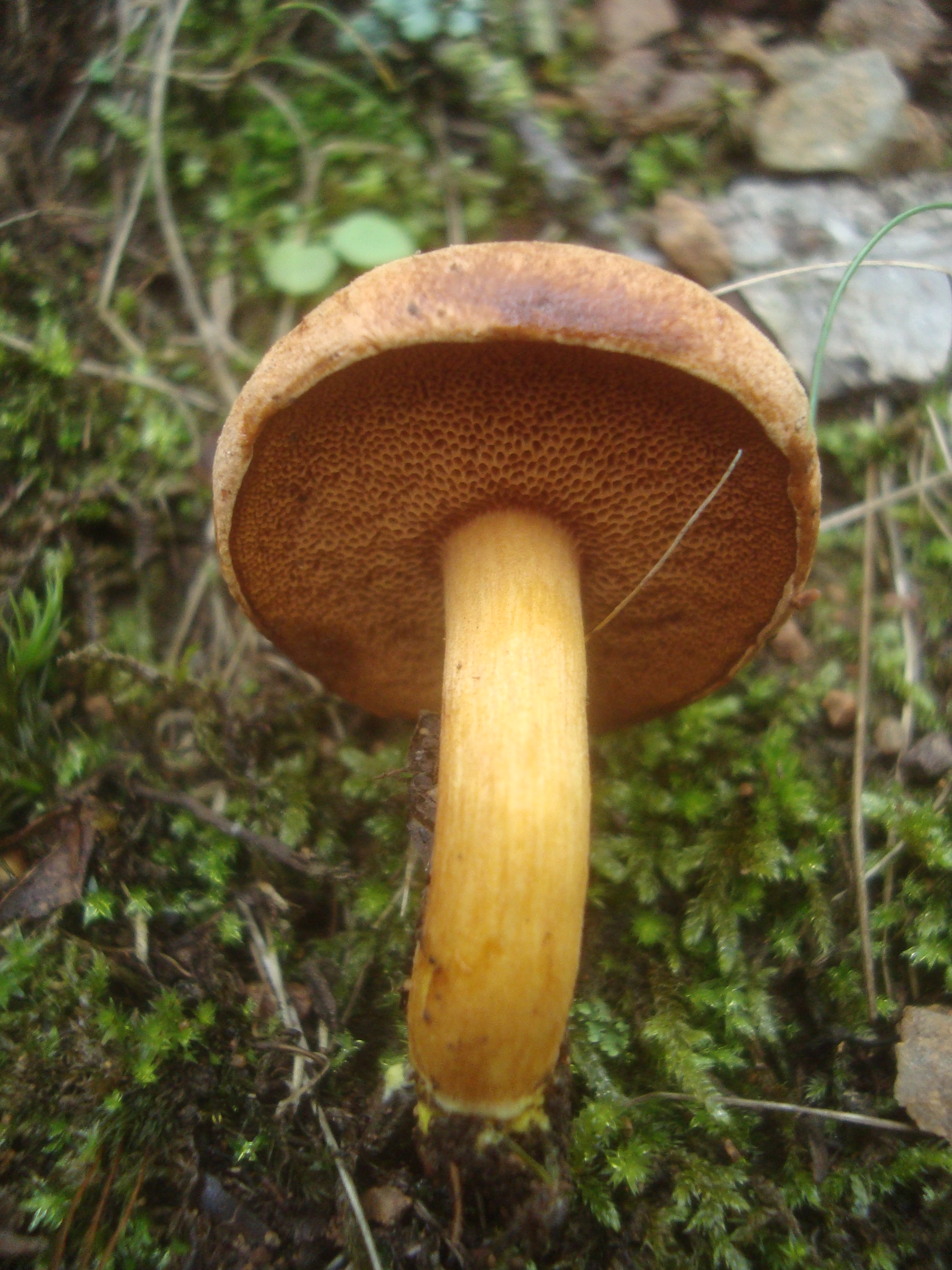
Chalciporus piperatus
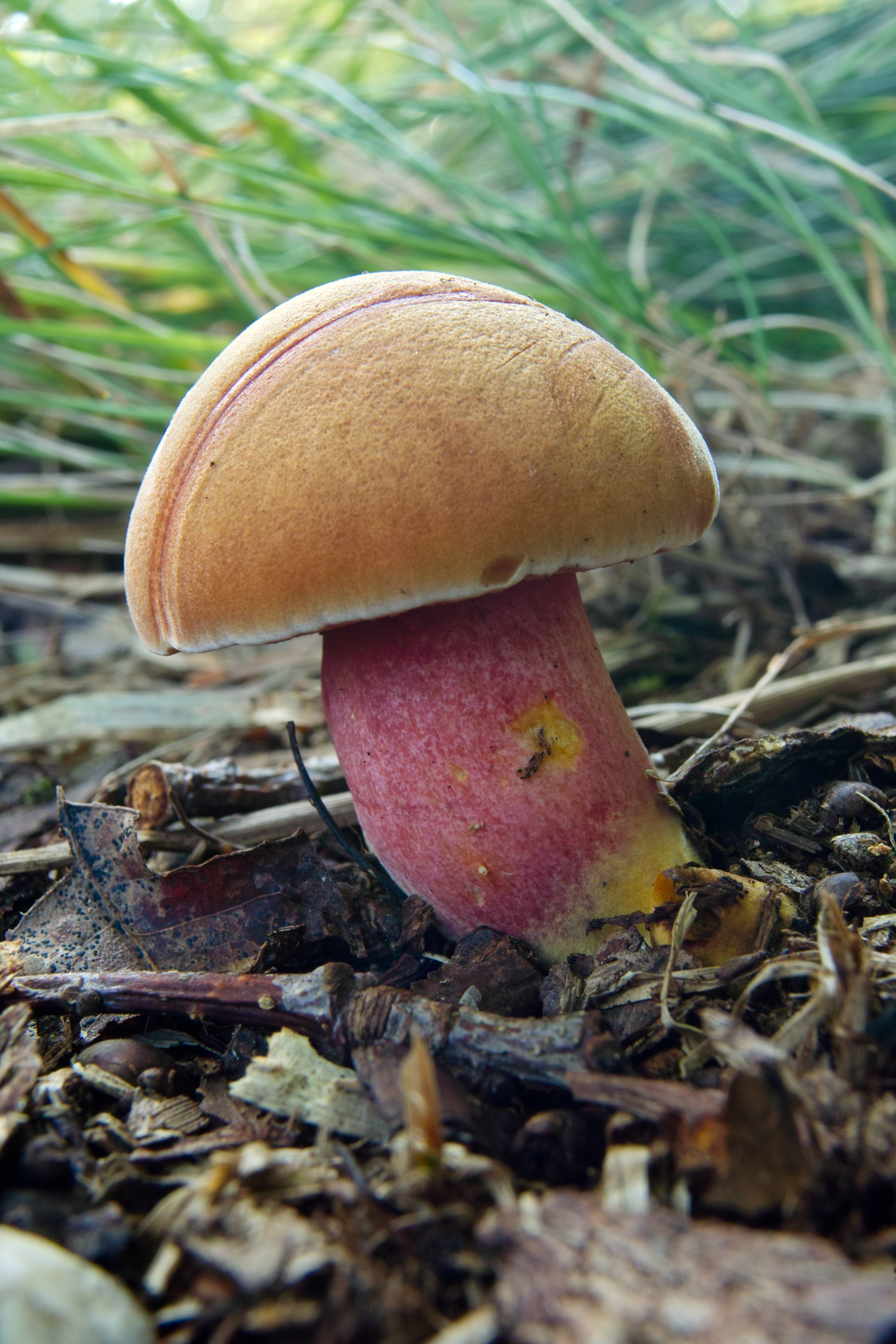
Chalciporus rubinus
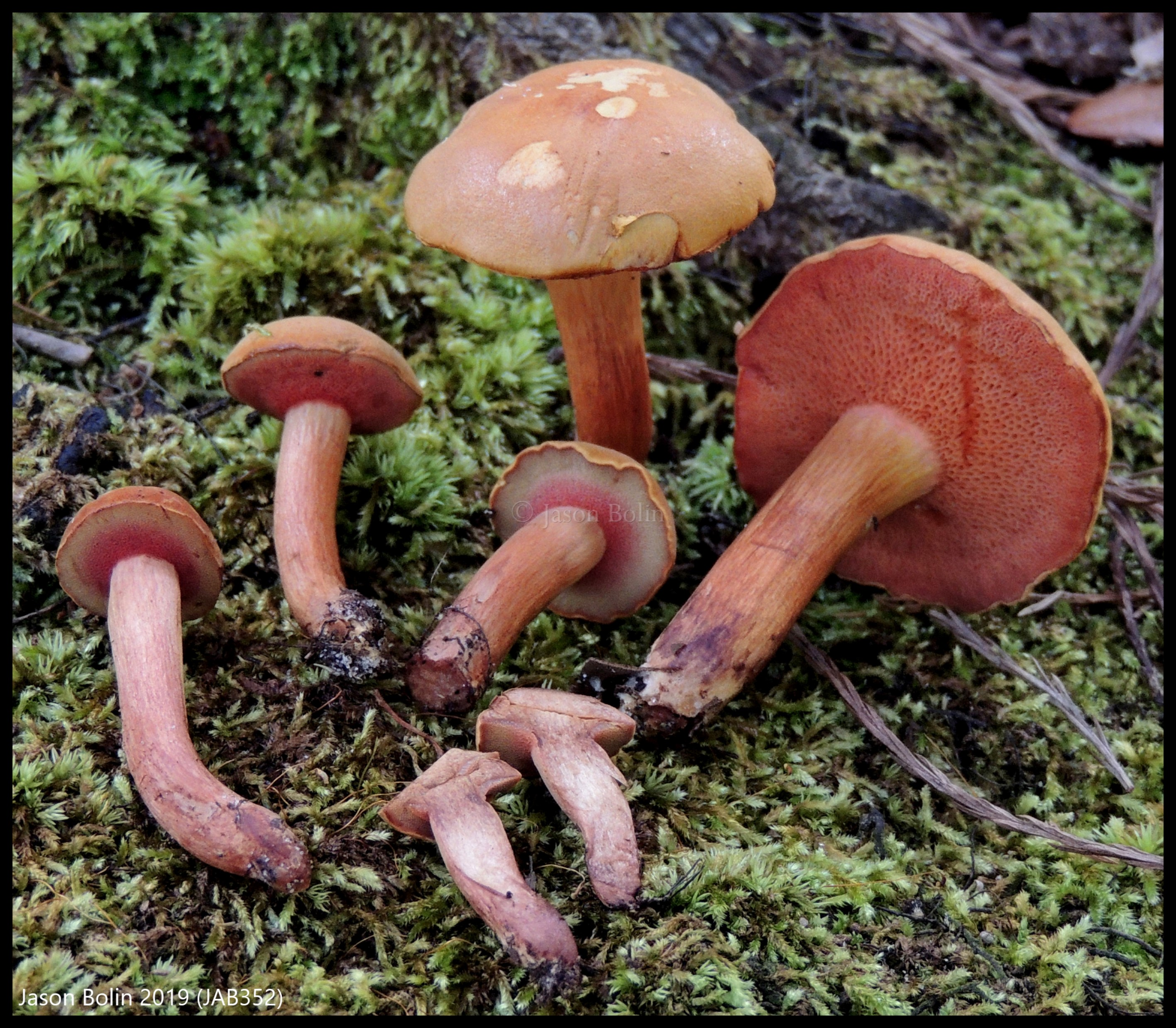
Chalciporus rubritubifer
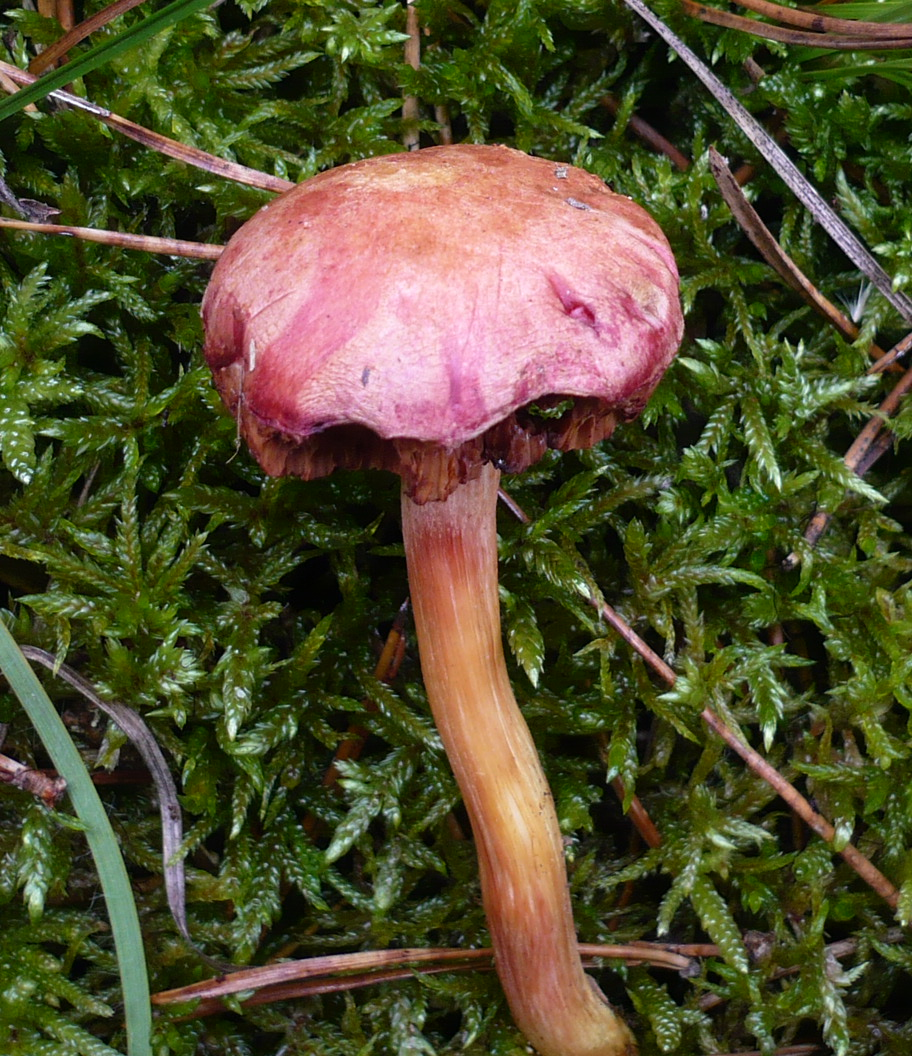
Chalciporus pseudorubinus